# Спальня в Арлі
«Спальня в Арлі» (нід. Gezicht op de daken van Parijs) — серія картин нідерландського художника Вінсента ван Гога, написані 1888–1889 року в Арлі. Окрім картин, існують два варіанти в ескізах в листах братові Тео і Гогену. Також однією з відмінних особливостей серії є те, що художник зображує на полотнах інші свої роботи.

## Перша версія
Ван Гог розпочав роботу над першою версією картини в середині жовтня 1888 року під час перебування в Арлі. Опис його задуму і хід роботи над картиною разом з ескізом були відправлені в листах братові — Тео, і дещо пізніше — Гогену. В цьому варіанті картини на стіні праворуч зображені мініатюри Ван Гога, портрети своїх друзів — Ежен Бош і Поль-Ежен Мілле, а також картина «Валуни і дуб» (фр. Les rochers avec chêne).
| Нарешті висилаю невеликий начерк, який дасть тобі хоч якесь уявлення про хід роботи. Сьогодні я знову взявся за неї. Очі у мене ще болять, але у мене вже народився новий задум, і ось його начерк. Полотно знову розміром в 30. Цього разу просто пишу власну спальню. Вся штука тут в колориті, спрощуючи який, я надаю предметам більше стилю, з тим, щоб вони наводили на думку про відпочинок та сон взагалі. Вид картини повинен заспокоювати мозок, вірніше сказати, уяву. Стіни - блідо-фіолетові, підлога - з червоних плиток. Дерев'яне ліжко і стільці - жовті, як свіже масло; простирадло і подушки - лимонно-зелені, дуже світлі. Ковдра - ало-червона. Вікно - зелене. Умивальник - помаранчевий, таз - блакитний. Двері лілові. От і все, що є в цій кімнаті із зачиненими віконницями. Меблі - великих розмірів і всім своїм виглядом висловлюють непорушний спокій. На стінах портрети, дзеркало, рушник і дещо з одягу. Рамка - оскільки в картині немає білого - буде білою. — Лист до Тео. Жовтень 1888 року |

## Друга версія
У квітня 1889 року Ван Гог надіслав перший варіант картини — Тео. Тео жалкував з приводу пошкодження полотна під час розливу Рони. Висловлюючи у відповідному листі захоплення його останніми роботами, він попросив зробити копію картини. У вересні 1889 року було завершено другий варіант і разом з виправленим першим варіантом, картини були відіслані назад до Тео.
В цьому варіанті картини на стіні праворуч зображені мініатюри Ван Гога, автопортрет художника, а також картина «Валуни і дуб», зображення третьої картини не визначено.

## Третя версія
Влітку 1889 року Ван Гог вирішив зробити копії (зменшені повторення), на його думку, найбільш вдалих робіт для своєї сестри і матері. «Спальня в Арлі» була в числі цієї серії картин, яка була закінчена наприкінці вересня 1889 року.
| …Незабаром вишлю тобі ще 4-5 етюдів - маленькі речі, які мені хочеться подарувати матері та сестрі. Зараз вони сохнуть. Ці картинки розміром в 10 і 12 - зменшені повторення «Хлібів й кипарисів», «Олив», «Женця», «Спальні» і невеликий автопортрет… — Лист до Тео. Вересень 1889 року |

## Провенанс
- Перша версія картини ніколи не покидала меж маєтку художника. З 1962 року полотно знаходиться у власності однойменного фонду, заснованого племінником художника — Віллемом ван Гогом. Картина перебуває у постійній експозиції в Музеї Ван Гога в Амстердамі.
- Друга версія з 1926 року перебуває у володінні Інституту мистецтв в Чикаго.
- Третя версія спочатку знаходилося у сестри художника, потім була продана Японському князю — Мацуката. Після французько-японського мирного врегулювання в 1959 році знаходиться в постійній експозиції Музею Орсе в Парижі.